# Архимандрит Данило (Ишматов)
Данило Ишматов (Ижевск, 7. мај 1962) архимандрит је Српске православне цркве и игуман Манастира Дајбабе.

## Биографија
Архимандрит магистар Данило (Ишматов) рођен је 7. маја 1962. године у Ижевску (Русија). Дипломирао на Академији умјетности у Москви 1990. године и на Православном Универзитету Св. Јована Богослова у Москви 2004. године Магистрирао на Богословском факултету у Београду 2008. године.
Замонашен у Даниловском манастиру у Москви 1995. године. Рукоположен за јерођакона 1996. године а за јеромонаха 1997. године. Одликован звањем игумана Белогорског манастира у Перму 1998. године. Одликован звањем архимандрита од архиепископа цетињског митрополита црногорско-приморског др Амфилохија Радовића у Цркви Светог Ђорђа у Подгорици 2014. године.
Након упокојења игумана Луке (Анића) постављен је за старешину Манастира Дајбабе 9. фебруара 2013. године.